# Liste der Baudenkmäler in Markt Taschendorf
Auf dieser Seite sind die Baudenkmäler in dem mittelfränkischen Markt Markt Taschendorf zusammengestellt. Diese Tabelle ist eine Teilliste der Liste der Baudenkmäler in Bayern. Grundlage ist die Bayerische Denkmalliste, die auf Basis des Bayerischen Denkmalschutzgesetzes vom 1. Oktober 1973 erstmals erstellt wurde und seither durch das Bayerische Landesamt für Denkmalpflege geführt wird. Die folgenden Angaben ersetzen nicht die rechtsverbindliche Auskunft der Denkmalschutzbehörde.

## Baudenkmäler nach Gemeindeteilen

### Markt Taschendorf
| Lage                      | Objekt                                                    | Beschreibung | Akten-Nr.    | Bild           |
| ------------------------- | --------------------------------------------------------- | --- | ------------ | -------------- |
| Hauptstraße 7 (Standort)  | Wohnhaus                                                  | Zweigeschossiger traufständiger Schopfwalmdachbau mit Eckpilastern und leicht stichbogenförmigen Fensterrahmungen, erste Hälfte 19. Jahrhundert, Straßenseite später verändert | D-5-75-147-1 | weitere Bilder |
| Hauptstraße 7 (Standort)  | Scheune                                                   | Eingeschossiger Mansardwalmdachbau mit Eckpilastern, um 1800 | D-5-75-147-1 | weitere Bilder |
| Hauptstraße 14 (Standort) | Wohnteil eines ehemaligen Wohnstallhauses                 | Eingeschossiger Satteldachbau, Fachwerkgiebel mit K-Streben und Andreaskreuzen, erste Hälfte 19. Jahrhundert | D-5-75-147-2 | weitere Bilder |
| Hauptstraße 17 (Standort) | Evangelisch-lutherische Pfarrkirche St. Johannes Baptista | Chorturmkirche, mit hausteingerahmten Fenstern und Eckquaderung, Chorturm mit verputztem Fachwerkobergeschoss und Pyramidendach, im Kern 15. Jahrhundert, Sakristeianbau nordöstlich, bezeichnet „1521“, Langhaus mit Mansarddach, wohl 1692, nördlicher Treppenturm teils aus Fachwerk mit Zwiebelhaube, bezeichnet „1827“; mit Ausstattung | D-5-75-147-3 | weitere Bilder |
| Hauptstraße 17 (Standort) | Kirchhofmauer                                             | Bruchsteinmauerwerk, 18. Jahrhundert, südwestlich erweitert, 19. Jahrhundert | D-5-75-147-3 | weitere Bilder |
| Hauptstraße 17 (Standort) | Zwei Grabmäler                                            | Verwitterter Grabstein und Eisenkreuz auf Postament, 19. Jahrhundert | D-5-75-147-3 | BW             |
| Hauptstraße 18 (Standort) | Wohnhaus                                                  | Zweigeschossiger Walmdachbau mit Sandsteinrahmungen, erste Hälfte 19. Jahrhundert | D-5-75-147-4 | weitere Bilder |

### Birkach
| Lage                       | Objekt    | Beschreibung                 | Akten-Nr.    | Bild |
| -------------------------- | --------- | ---------------------------- | ------------ | ---- |
| Frankfurter Weg (Standort) | Bildstock | Erste Hälfte 19. Jahrhundert | D-5-75-147-5 | BW   |

### Frankfurt
| Lage                                          | Objekt    | Beschreibung | Akten-Nr.    | Bild |
| --------------------------------------------- | --------- | --- | ------------ | ---- |
| Läng, an der Straße nach Thierberg (Standort) | Bildstock | Konvexes Postament, darüber Pfeilerschaft mit floralem Reliefornament, Aufsatz mit Pietarelief, Sandstein, 18. Jahrhundert, Schaft um 1900 | D-5-75-147-6 | BW   |

### Hombeer
| Lage                 | Objekt                        | Beschreibung | Akten-Nr.     | Bild           |
| -------------------- | ----------------------------- | --- | ------------- | -------------- |
| Hombeer 3 (Standort) | Ehemaliges Forsthaus          | Zweigeschossiger Walmdachbau mit vorgelagerter Außentreppe und rückliegendem Treppenhausanbau, Fassadenelemente wie Eckpilaster, Gurtgesims, profilierte geohrte und/oder mit Keilstein versehene Fensterrahmungen, Portalrahmung aufwendig mit Oberlicht und geschwungener Verdachung, Mitte 18. Jahrhundert | D-5-75-147-9  | weitere Bilder |
| Hombeer 8 (Standort) | Ehemaliges Gasthaus zur Linde | Zweigeschossiger Walmdachbau mit verputztem Fachwerkobergeschoss, Ecklisenen und geohrten Fensterrahmungen, zweite Hälfte 18. Jahrhundert | D-5-75-147-10 | weitere Bilder |
| Hombeer 8 (Standort) | Scheune                       | Fachwerkbau mit Krüppelwalmdach, 1799 | D-5-75-147-10 | weitere Bilder |

### Klösmühle
| Lage                     | Objekt               | Beschreibung | Akten-Nr.     | Bild           |
| ------------------------ | -------------------- | --- | ------------- | -------------- |
| Frankfurt 4 a (Standort) | Sogenannte Klösmühle | Zweigeschossiger Satteldachbau mit rechtwinkligem Anbau, südlicher Teil bezeichnet 1805, jüngerer Teil mit Gurtgesims und Ecklisenen aus Haustein, bezeichnet „1845“ | D-5-75-147-11 | weitere Bilder |

### Lachheim
| Lage                  | Objekt          | Beschreibung                                                                                               | Akten-Nr.     | Bild           |
| --------------------- | --------------- | --- | ------------- | -------------- |
| Lachheim 1 (Standort) | Ehemalige Mühle | Zweigeschossiger Walmdachbau mit Fledermausgauben, Eckpilastern und schmalem Gurtgesims, bezeichnet „1816“ | D-5-75-147-12 | weitere Bilder |

### Obersteinbach
| Lage                         | Objekt                                         | Beschreibung | Akten-Nr.     | Bild           |
| ---------------------------- | ---------------------------------------------- | --- | ------------- | -------------- |
| Kapellranken (Standort)      | Friedhofs- und Marienkapelle                   | Neugotischer Zentralbau auf polygonalem Grundriss, Pyramidendach umringt von Zwerchhäusern, deren Giebel mit Blendmaßwerk und maßwerkgefüllten Oculi, Dienste an Kanten und Sohlbankgesims, um 1850, hierher transloziert 1855; mit Ausstattung                                                                                                | D-5-75-147-21 | weitere Bilder |
| Obersteinbach 5 (Standort)   | Wohnhaus                                       | Zweigeschossiger Mansardwalmdachbau mit Eckpilastern und bandförmigem Gurtgesims, bezeichnet „1825“ | D-5-75-147-17 | Wohnhaus       |
| Obersteinbach 58 (Standort)  | Wohnhaus                                       | Zweigeschossiges Frackdachhaus mit Walm, Fachwerkobergeschoss mit K-Streben und Andreaskreuzen, 18. Jahrhundert | D-5-75-147-15 | Wohnhaus       |
| Obersteinbach 93 (Standort)  | Ehemaliges Schloss, seit 1965 Schullandheim    | Dreigeschossiger Bau über Hakengrundriss mit Walmdach und Zwerchhäusern, Pilastern, bandförmigen Gurtgesimsen und Hausteinrahmungen, Südflügel mit polygonalem Eckturm und Holzerker, Ostflügel mit Altan, über Kern des 16. Jahrhunderts, Neubau 1791–94, Umbau 1883, Umbau im Stile der Neorenaissance 1911                                  | D-5-75-147-19 | weitere Bilder |
| Obersteinbach 93 (Standort)  | Einfriedung                                    | Futtermauer mit Balustrade und schmiedeeisernem Tor, wohl 1791–94 | D-5-75-147-19 | weitere Bilder |
| Obersteinbach 93 (Standort)  | Torpfeiler                                     | Genutete Pfeiler mit Kugelbesatz, wohl 1791–94 | D-5-75-147-19 | weitere Bilder |
| Obersteinbach 99 (Standort)  | Gutshof, Wohnhaus                              | Zweigeschossiger Schopfwalmdachbau mit Eckquaderung und Hausteinrahmungen, Ende 18. Jahrhundert | D-5-75-147-14 | BW             |
| Obersteinbach 99 (Standort)  | Gutshof, Essigkellerei                         | Eingeschossiger Schopfwalmdachbau mit Eckquaderung, 1793 | D-5-75-147-14 | BW             |
| Obersteinbach 99 (Standort)  | Gutshof, Scheune                               | an Essigkellerei angebaut, mit Krüppelwalmdach und quadergefasster Durchfahrt | D-5-75-147-14 | weitere Bilder |
| Obersteinbach 99 (Standort)  | Gutshof, Scheune                               | Schopfwalmdachbau, Fachwerkkonstruktion mit K-Streben, 19. Jahrhundert | D-5-75-147-14 | BW             |
| Obersteinbach 99 (Standort)  | Gutshof, Nebengebäude                          | Auf L-förmigem Grundriss, Westflügel mit Remise und Stall, eingeschossiger Satteldachbau, 19. Jahrhundert | D-5-75-147-14 | BW             |
| Obersteinbach 115 (Standort) | Pfarrhaus                                      | Zweigeschossiger Walmdachbau mit Ecklisenen und Hausteinrahmungen, Portal mit Oberlicht, 1692–93, Ende 18. Jahrhundert | D-5-75-147-18 | weitere Bilder |
| Obersteinbach 116 (Standort) | Evangelisch-lutherische Pfarrkirche St. Rochus | Saalbau, Langhaus mit Mansarddach, eingezogener Polygonalchor, 16. Jahrhundert, Dachreiter mit Laterne, 1621, nördlicher Anbau aus Quadermauerwerk und Fachwerkkonstruktion, wohl 19. Jahrhundert, Glockenturm, südlich, Quaderbau auf quadratischem Grundriss mit Ecklisenen, Gurtgesims und Glockenhaube, bezeichnet „1909“; mit Ausstattung | D-5-75-147-20 | weitere Bilder |
| Obersteinbach 116 (Standort) | Kirchhofmauer                                  | Bruchsteinmauerwerk mit Eckquaderung | D-5-75-147-20 | BW             |

### Obertaschendorf
| Lage                          | Objekt        | Beschreibung | Akten-Nr.     | Bild           |
| ----------------------------- | ------------- | --- | ------------- | -------------- |
| Obertaschendorf 24 (Standort) | Wohnstallhaus | Eingeschossiger Satteldachbau, Fachwerkgiebel mit Andreaskreuzen und Zierfeldern mit Rauten und Kreis, 18. Jahrhundert | D-5-75-147-13 | weitere Bilder |

## Ehemalige Baudenkmäler
In diesem Abschnitt sind Objekte aufgeführt, die früher einmal in der Denkmalliste eingetragen waren, jetzt aber nicht mehr. Objekte, die in anderem Zusammenhang also z. B. als Teil eines Baudenkmals weiter eingetragen sind, sollen hier nicht aufgeführt werden. Aktennummern in diesem Abschnitt sind ehemalige, jetzt nicht mehr gültige Aktennummern.

| Lage                                                           | Objekt          | Beschreibung                 | Akten-Nr.     | Bild |
| -------------------------------------------------------------- | --------------- | ---------------------------- | ------------- | ---- |
| Frankfurt Frankfurt 35, in Scheunenwand eingemauert (Standort) | Bildstock       | Erste Hälfte 19. Jahrhundert | D-5-75-147-7  | BW   |
| Obersteinbach Obersteinbach 54 (Standort)                      | Wirtshausschild | 18. Jahrhundert              | D-5-75-147-16 | BW   |